# シュコダ・オクタヴィア
オクタヴィア (OCTAVIA) はシュコダが製造・販売する（Cセグメント）ファストバックセダンおよびステーションワゴンである。
1959年から1971年まで生産されたモデルにも「オクタヴィア」の名称が使われていたが、本稿では1996年11月に発売されたモデルを初代として扱う。
1959年から販売されていたモデルについては「en:Škoda Octavia (1959–71)」を参照。

## 初代 1U型（1996年 - 2005年）
1996年に発売を開始。
なお、コンビ(ワゴン)は2代目が登場した後も生産は続けられており、西欧市場ではオクタヴィア・ツアー (Octavia Tour) と車名を変更して販売されている。

## 2代目 1Z型（2004年 - 2013年）
2004年5月25日に開幕したバーミンガムモーターショーにて発表し、その後発売を開始。インドではローラ (Laura) の車名でオクタヴィア（初代）とともに販売されている。ボディタイプは先代に引き続き5ドアハッチバックとコンビの二本立て。後者にはスウェーデン・ハルデックス社のAWDシステムを採用したオクタヴィア・コンビ4x4もラインアップされている。また、オクタヴィア・コンビ4x4のクロスカントリー仕様となるオクタヴィア・スカウト (Octavia Scout) が2006年9月のパリモーターショーで発表されている。オクタヴィア・コンビ4x4は最低地上高が標準モデルより24mm拡大されているが、スカウトではさらに16mm拡大されている（したがって標準モデルより40mm高いことになる）。
2008年10月、パリモーターショーにて標準モデルのマイナーチェンジを発表。また、2009年4月に「vRS」と「スカウト」にもマイナーチェンジを施した。

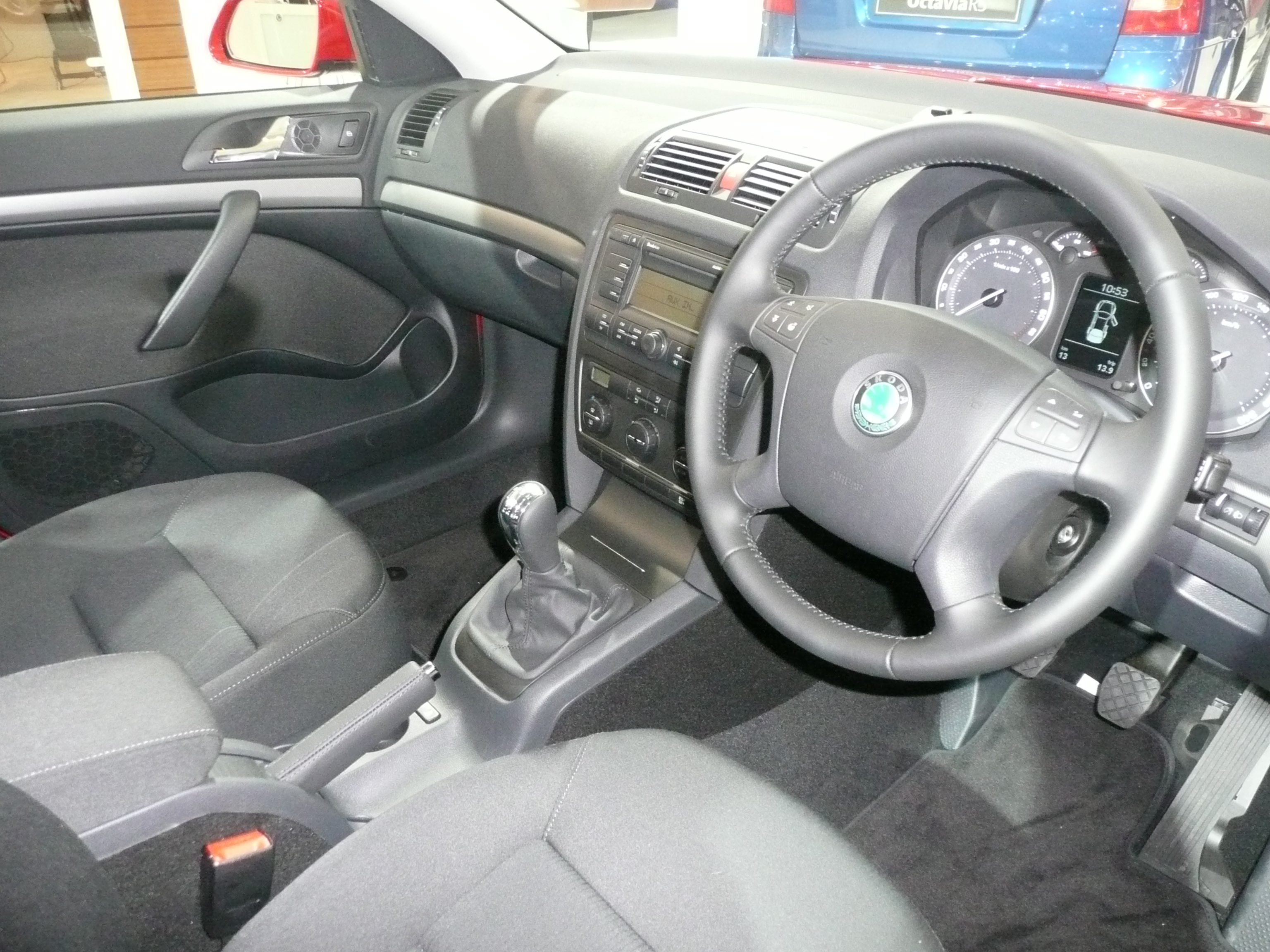
インテリア
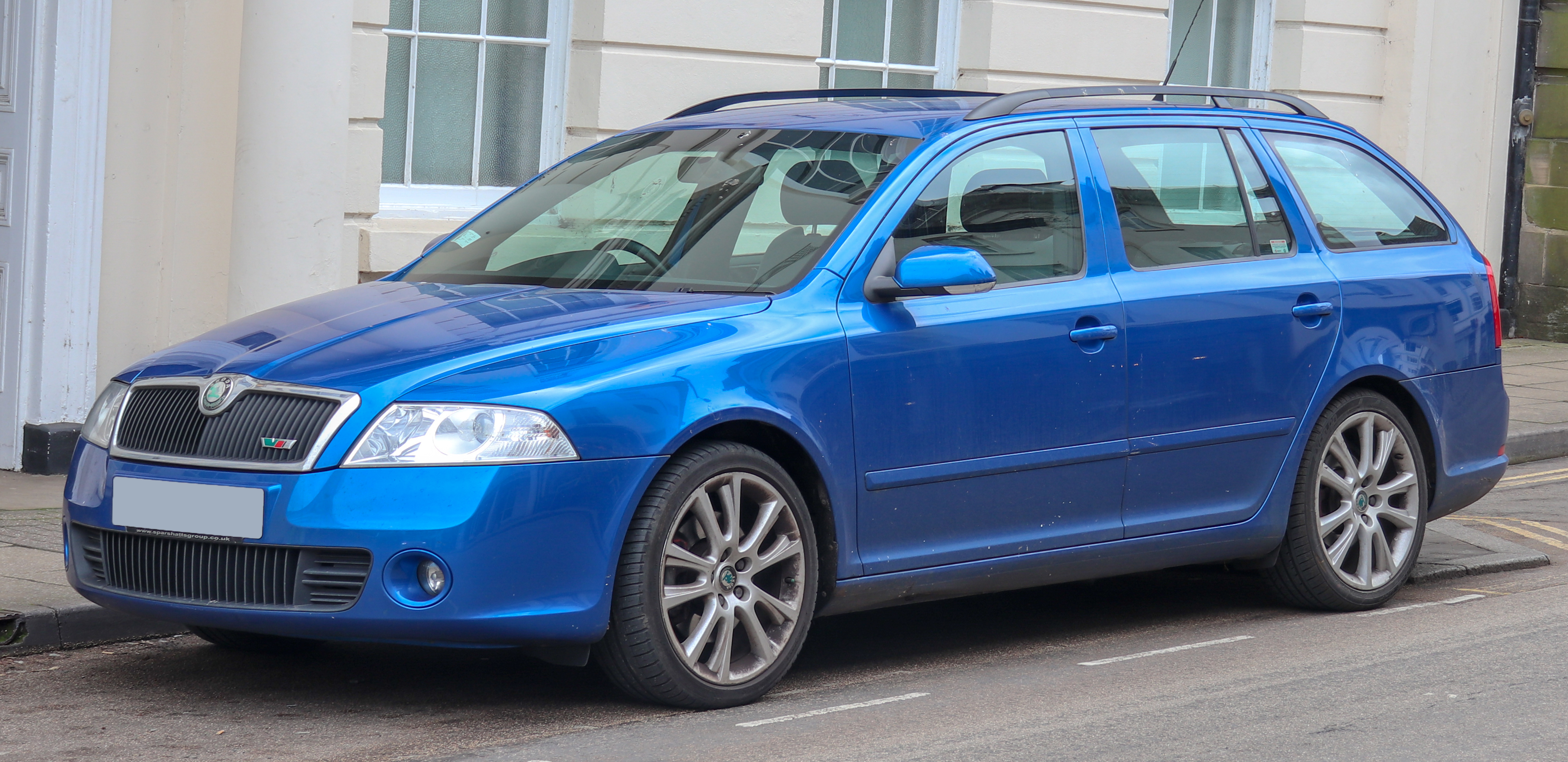
オクタヴィアvRS
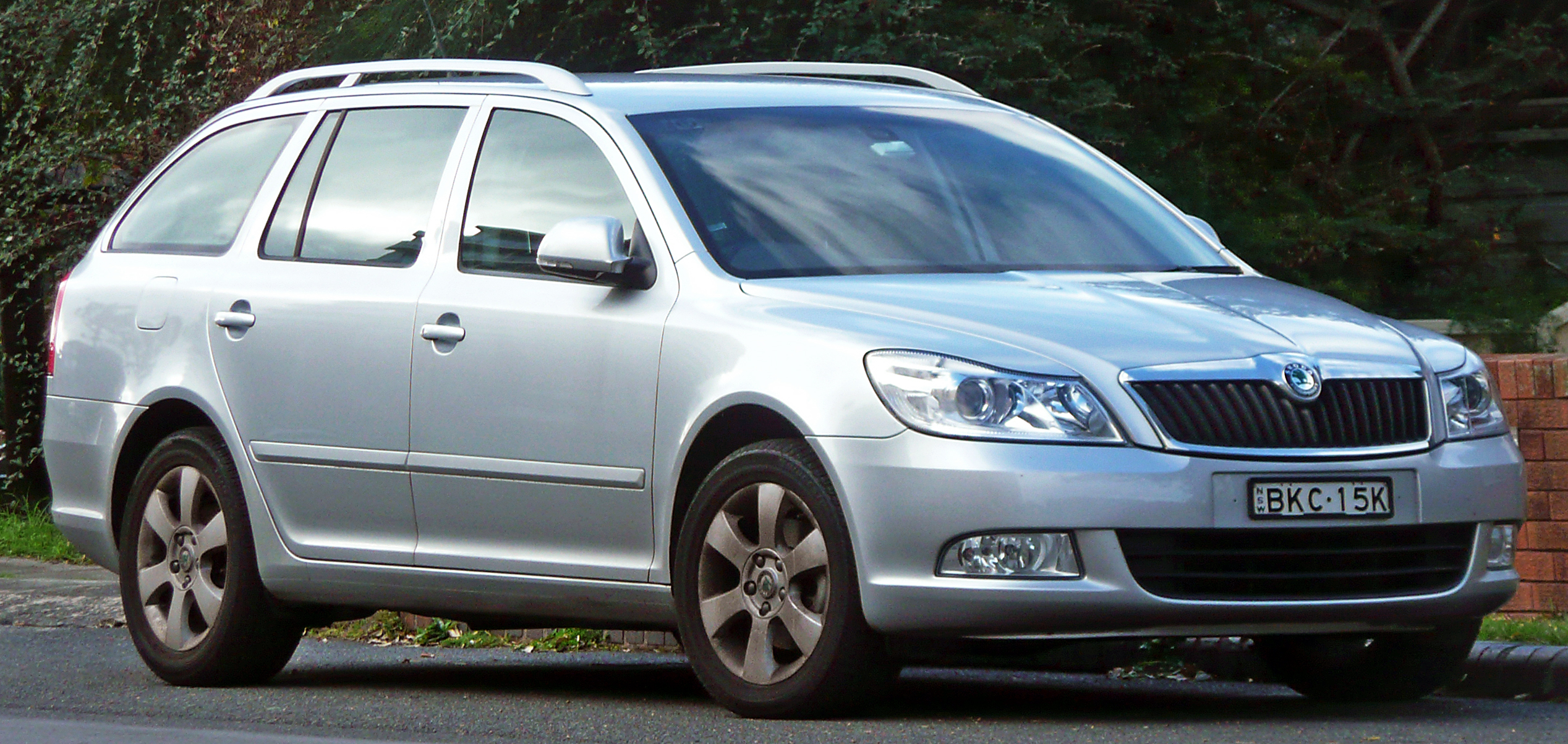
ワゴン 後期型
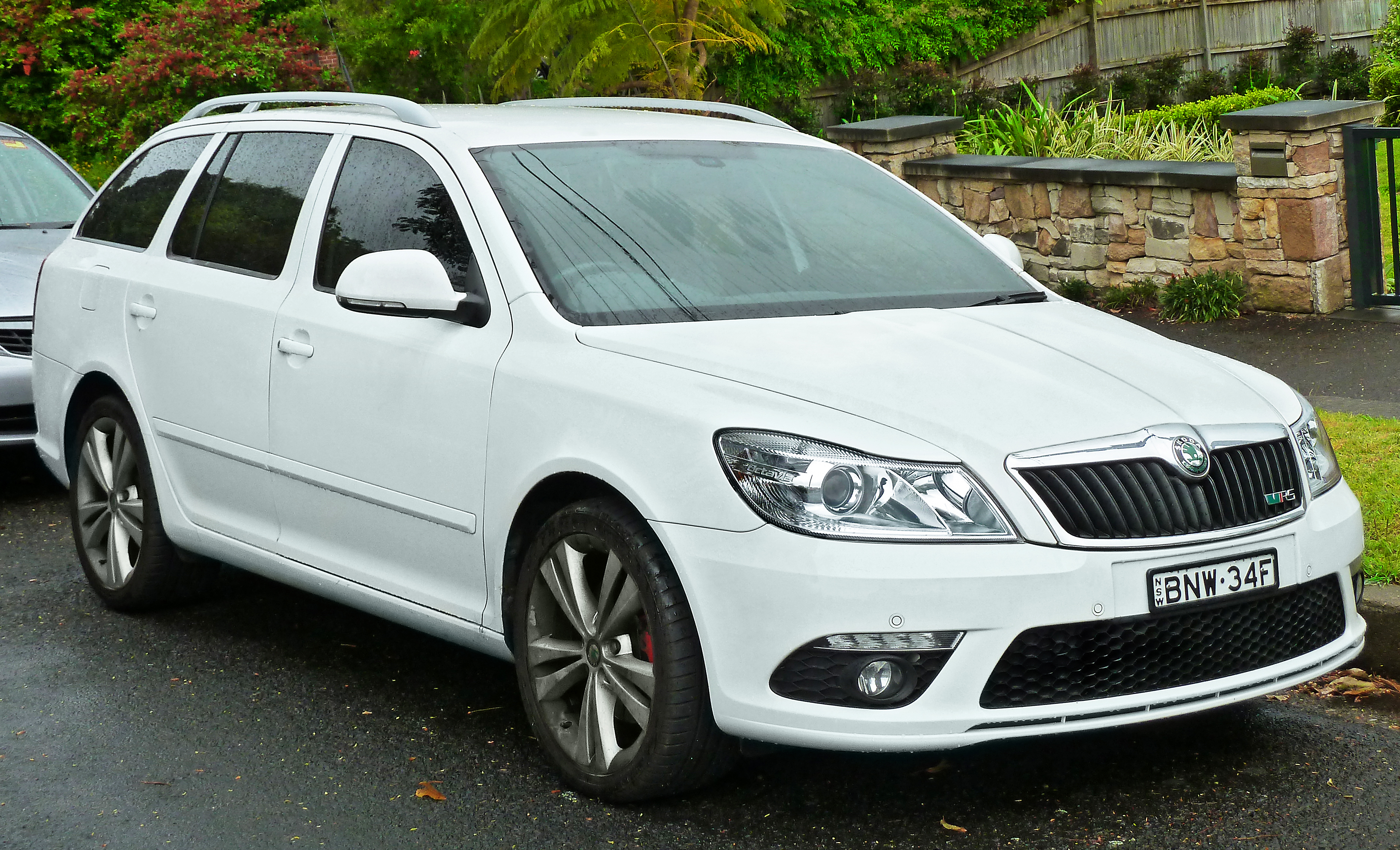
オクタヴィアワゴンvRS 後期型

## 3代目 5E型（2013年 - 2019年）
2012年12月11日、「オクタヴィア」のフルモデルチェンジを発表。2013年2月19日にはステーションワゴン版である「オクタヴィア コンビ」を発表。2013年に発売を開始。プラットフォームは7代目フォルクスワーゲン・ゴルフや3代目アウディ・A3などに用いられる「MQB」を採用。ボディサイズは2代目より全長を90mm、全幅を45mm拡大し、室内空間を拡大させた。
2014年2月20日、CNG（圧縮天然ガス）車である「オクタヴィアG-TEC」の概要を発表。1.4L直列4気筒直噴ガソリンターボをベースに専用チューニングを施した。トランク床下に2個のGNGタンクを配置。CNGタンクが空になれば、ガソリン燃料での走行に自動で切り替える。CNGとガソリンを合わせて、最大で1330kmを走行可能である。
オクタヴィア コンビをベースにSUVのようなルックスを追及した「オクタヴィア スカウト」も設定。最低地上高を33mm引き上げたほか、前後バンパー下部のブラック仕上げ、ブラック樹脂製のフェンダーエクステンションやサイドモールが追加された。
2015年3月、ジュネーヴモーターショーにて「オクタヴィア RS230」を初公開。搭載される2.0L直列4気筒直噴ガソリンターボエンジンは、最大出力を標準モデルより10ps引き上げ、230psを獲得。トランスミッションは6速MTと6速DSGで、6速MTの場合、0-100km/h加速6.7秒、最高速度250km/hである。
2017年1月にはフェイスリフトを発表。特徴的なデザインのヘッドライトを採用した。

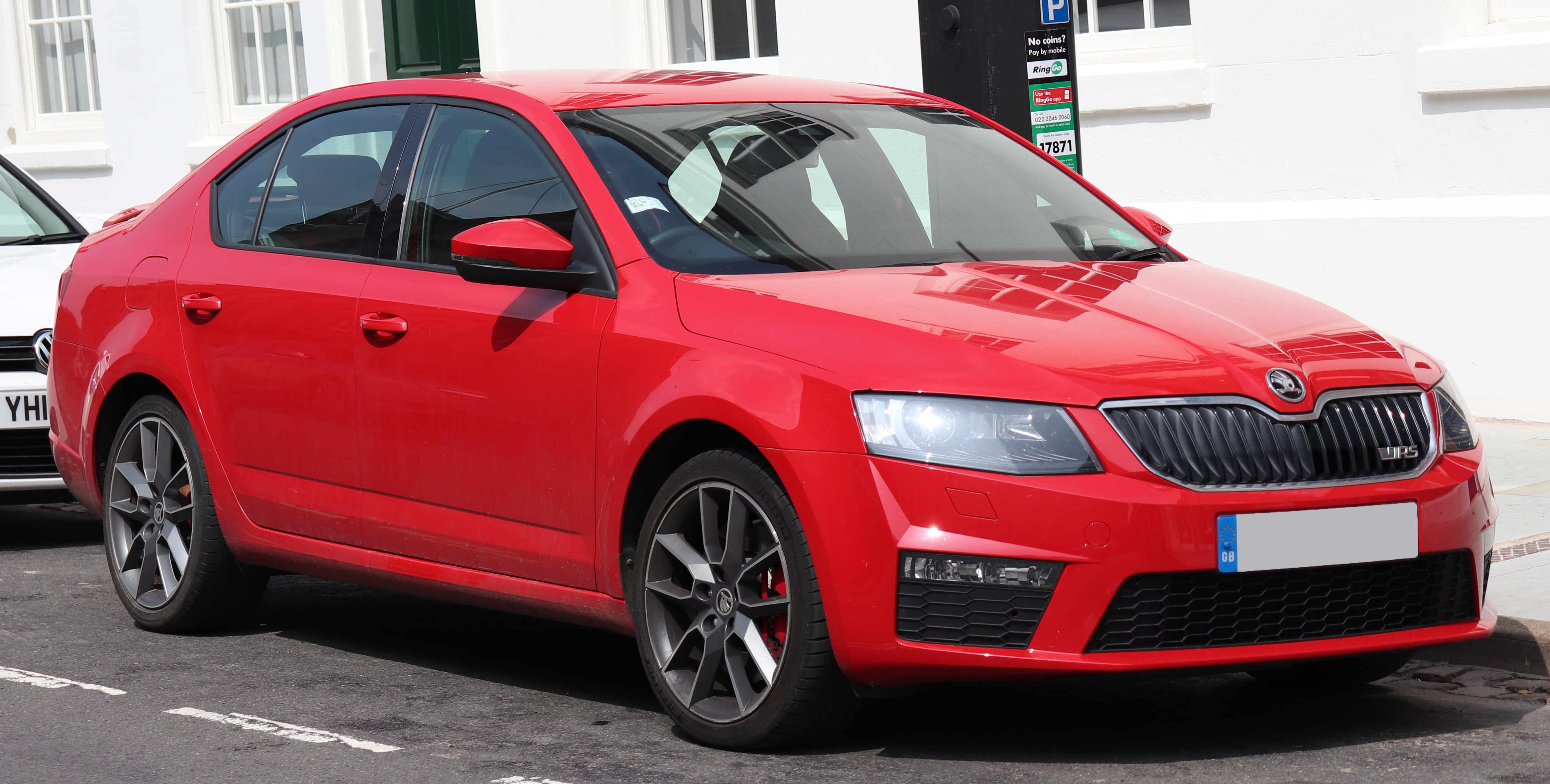
オクタヴィアVRS
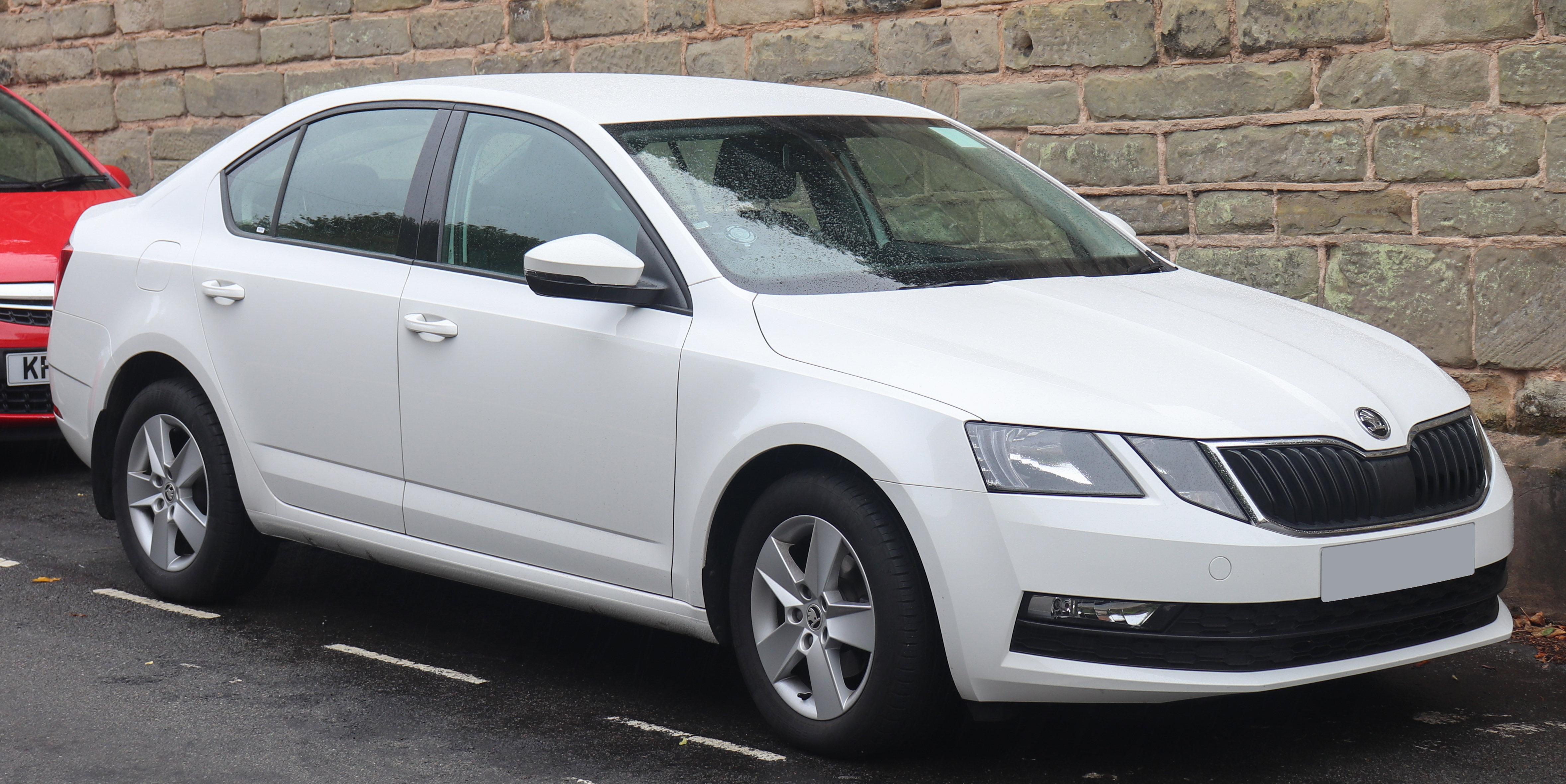
フェイスリフト（セダン）
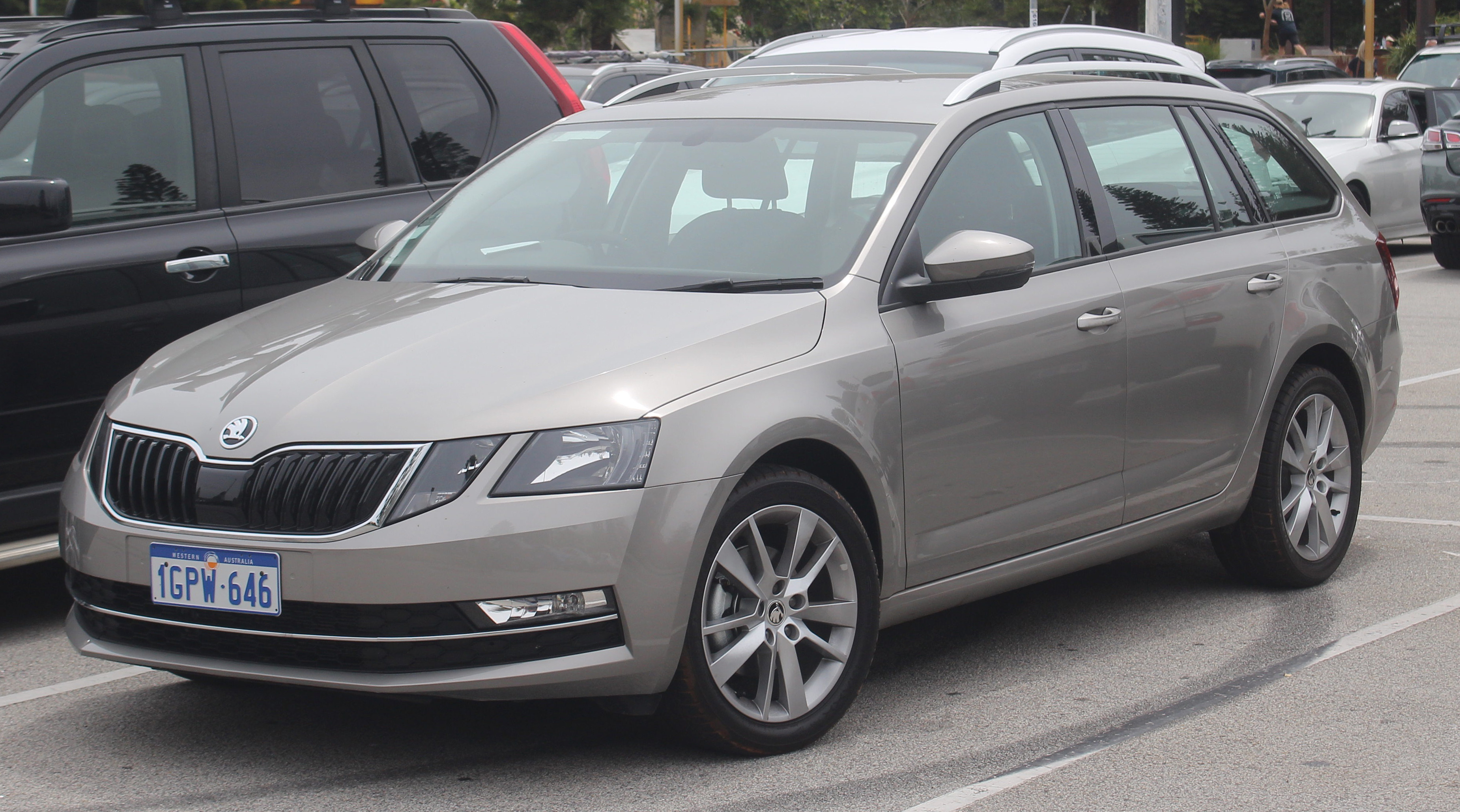
フェイスリフト（ワゴン）
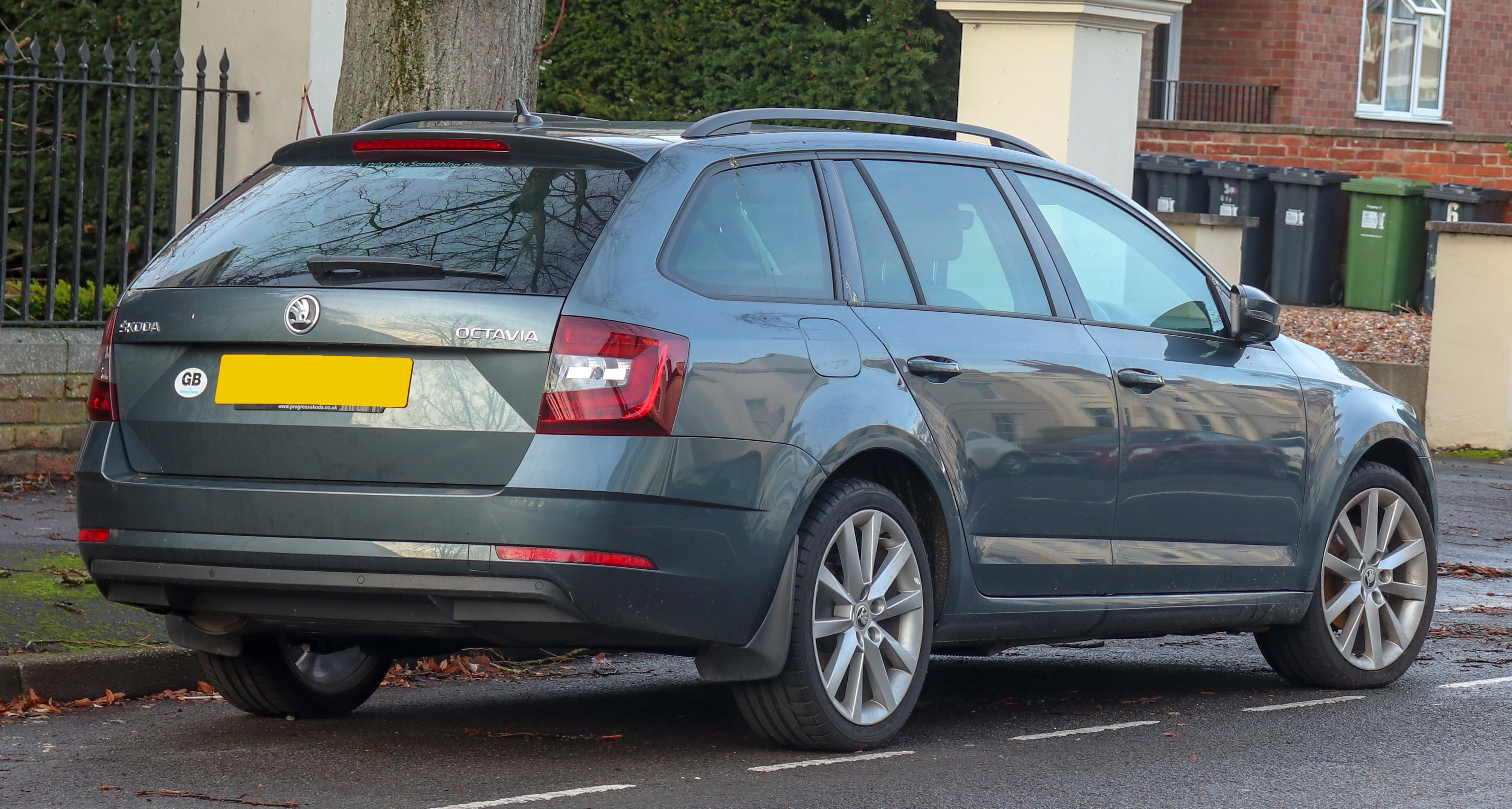
フェイスリフト（ワゴン）

## 4代目 NX型（2020年 - ）
2019年11月11日に発表、2020年6月に発売を開始。CNG、プラグインハイブリッド仕様、マイルドハイブリッド仕様が設定された。基本骨格には8代目フォルクスワーゲン・ゴルフや4代目アウディ・A3、4代目セアト・レオンなどフォルクスワーゲングループで広く用いられる「MQB Evo」プラットフォームが採用されている。
インテリアには従来の物理スイッチの代わりに8.25から10インチのスクリーンを配置し、空調の調整、ナビゲーションシステムなどを行う。
安全装備も充実しており、前方衝突回避支援機能「Collision Avoidance Assist」、交差点での危険監視システム「Turn Assist」のほか、ドアを開ける時に後方から近づく自転車を検知して警告する「Exit Warning」を搭載した。
2021年からは中国に導入された。ファストバックセダンのみの導入で、「オクタヴィア PRO（中: 明锐 PRO）」として三代目モデルと併売される。エクステリアデザインはオクタヴィアRSに近いものに変更されたほか、ホイールベースが44mm延長された。

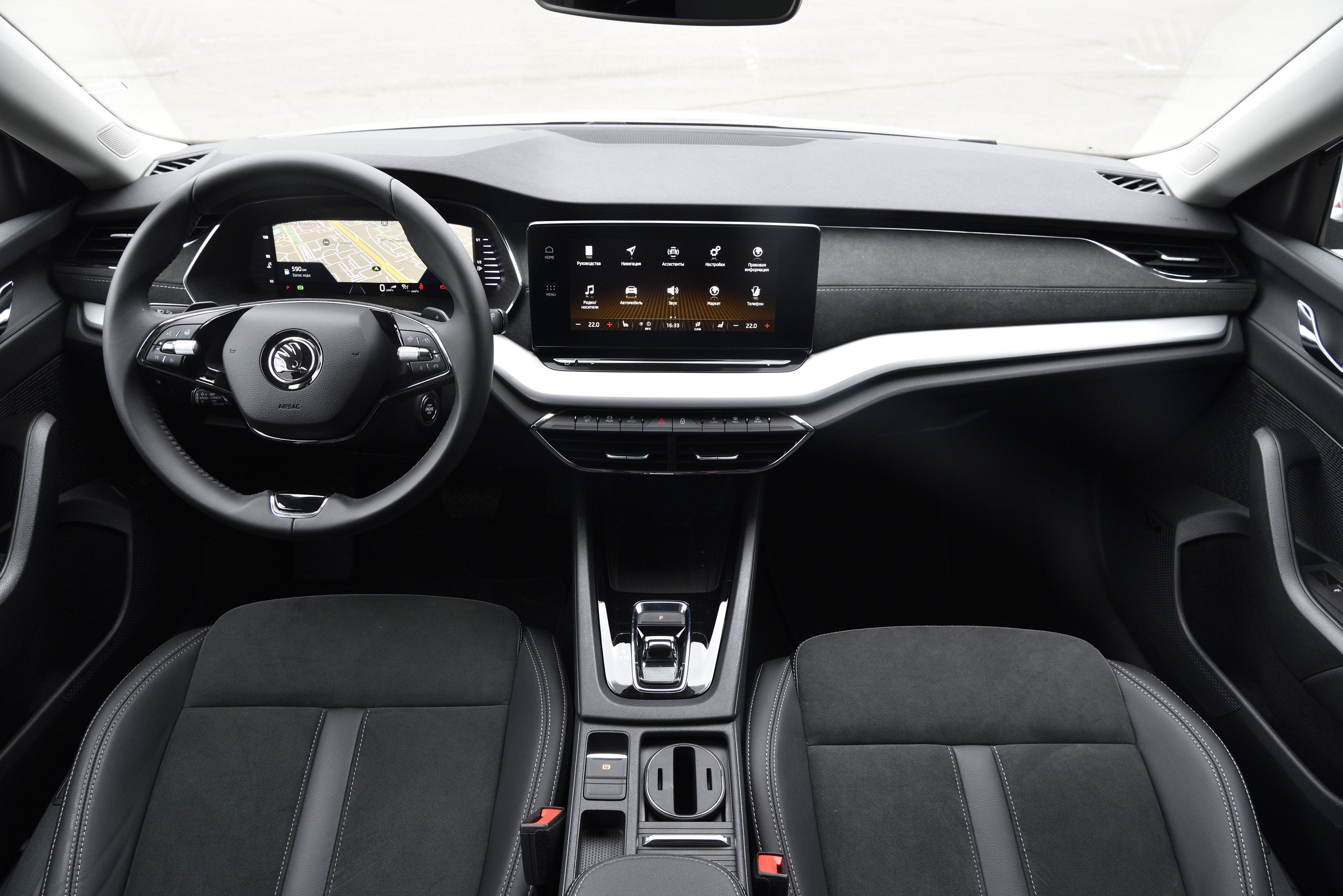
内装
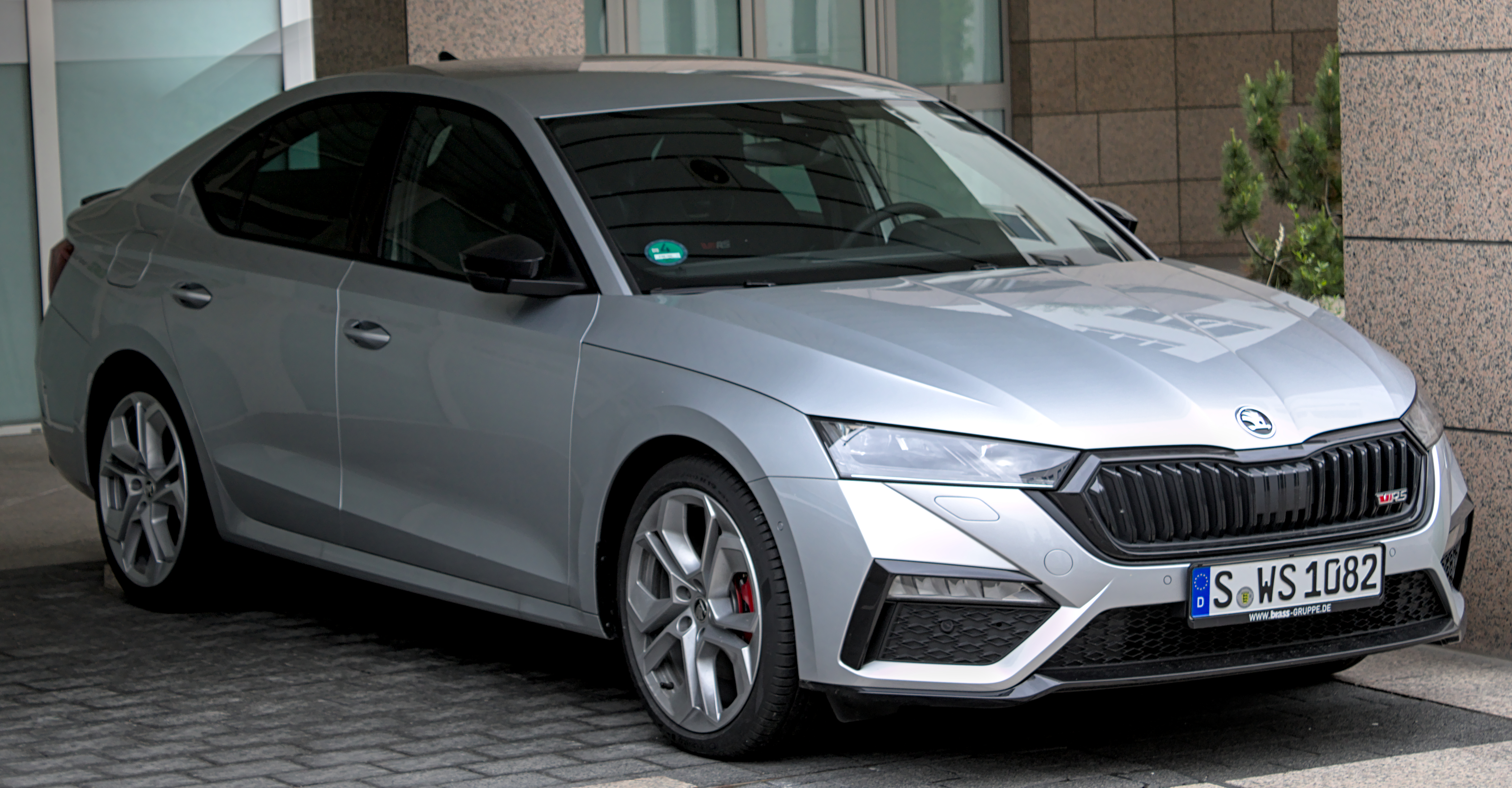
オクタヴィア RS
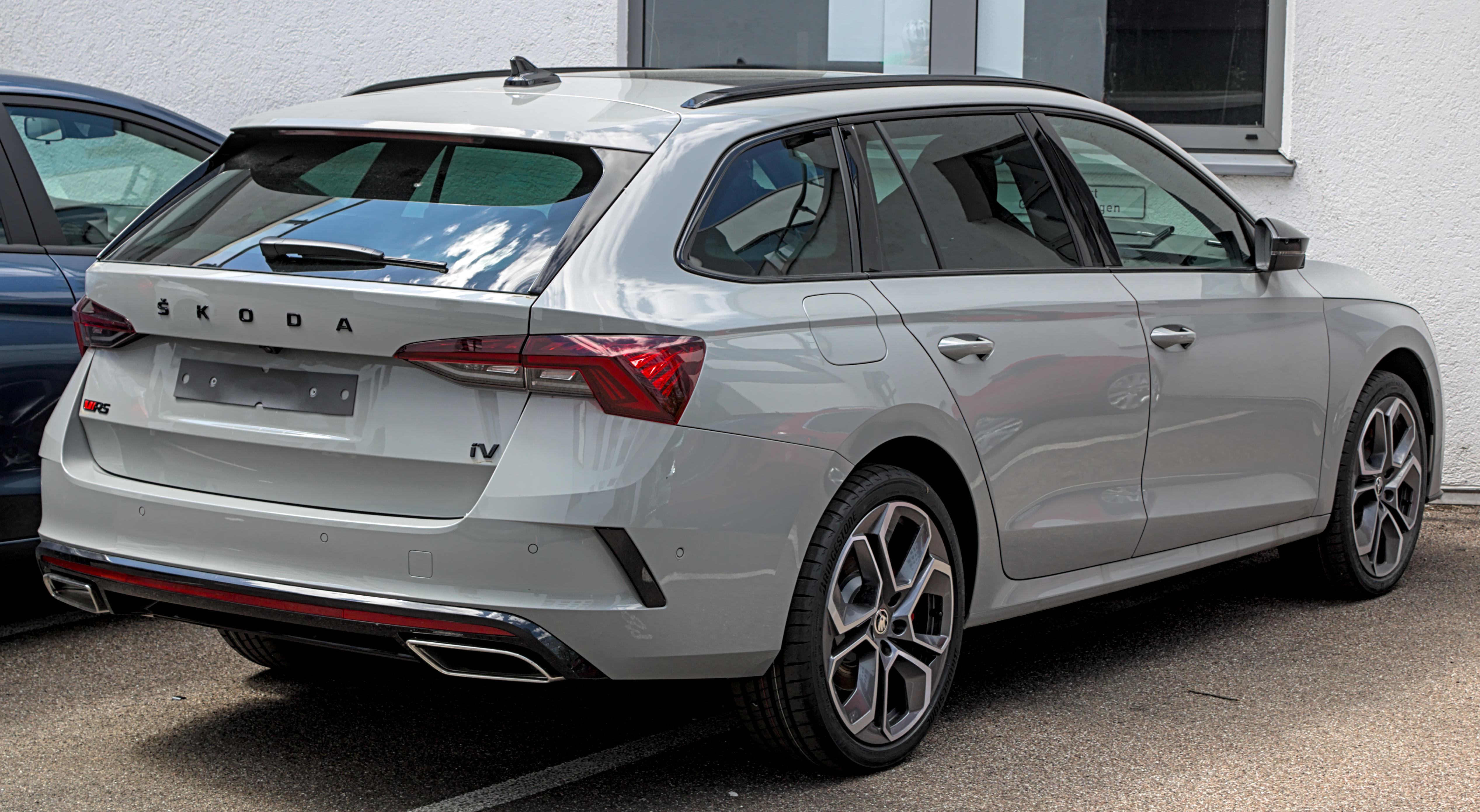
オクタヴィア コンビ RS
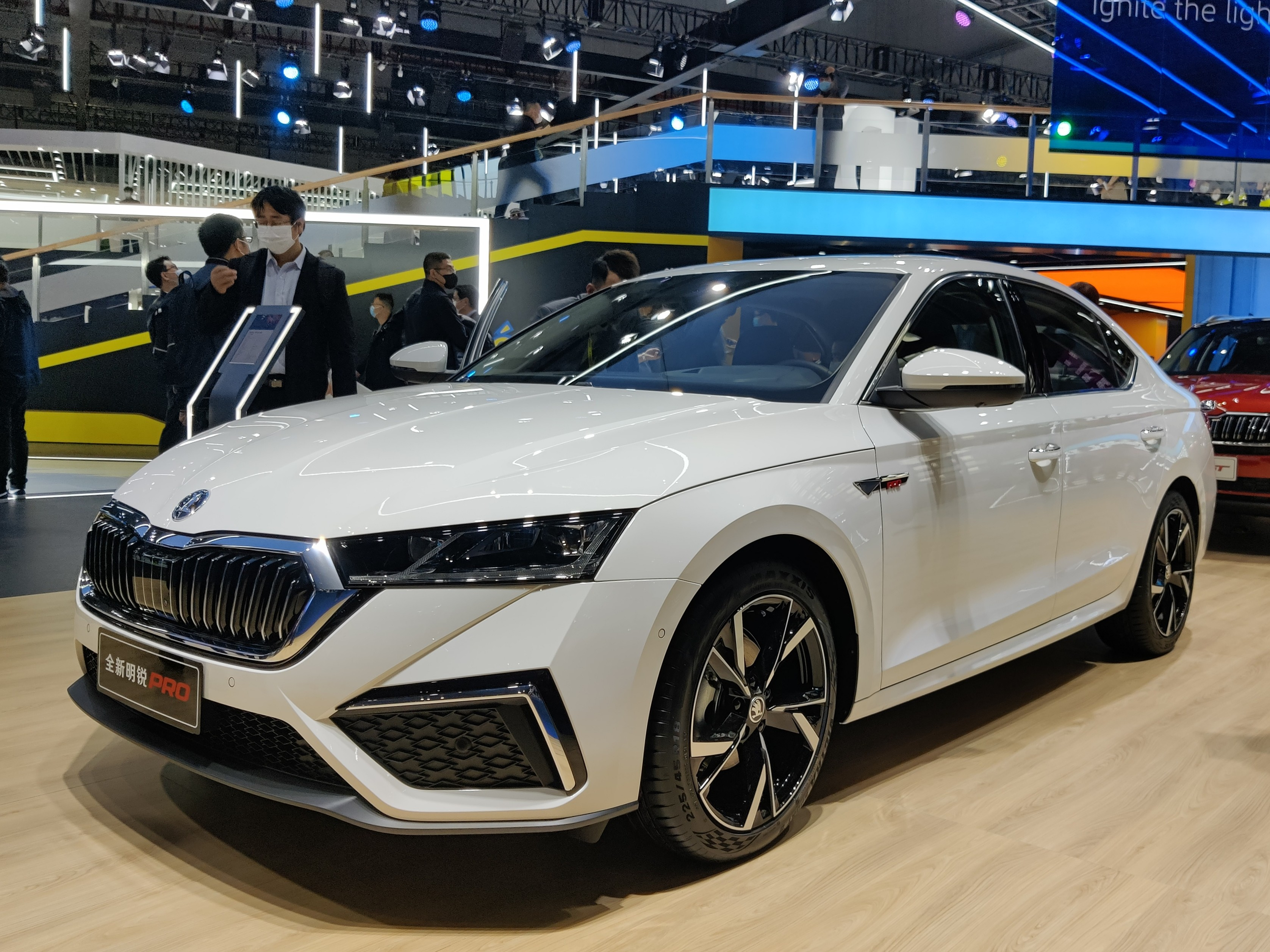
オクタヴィア PRO（中国）
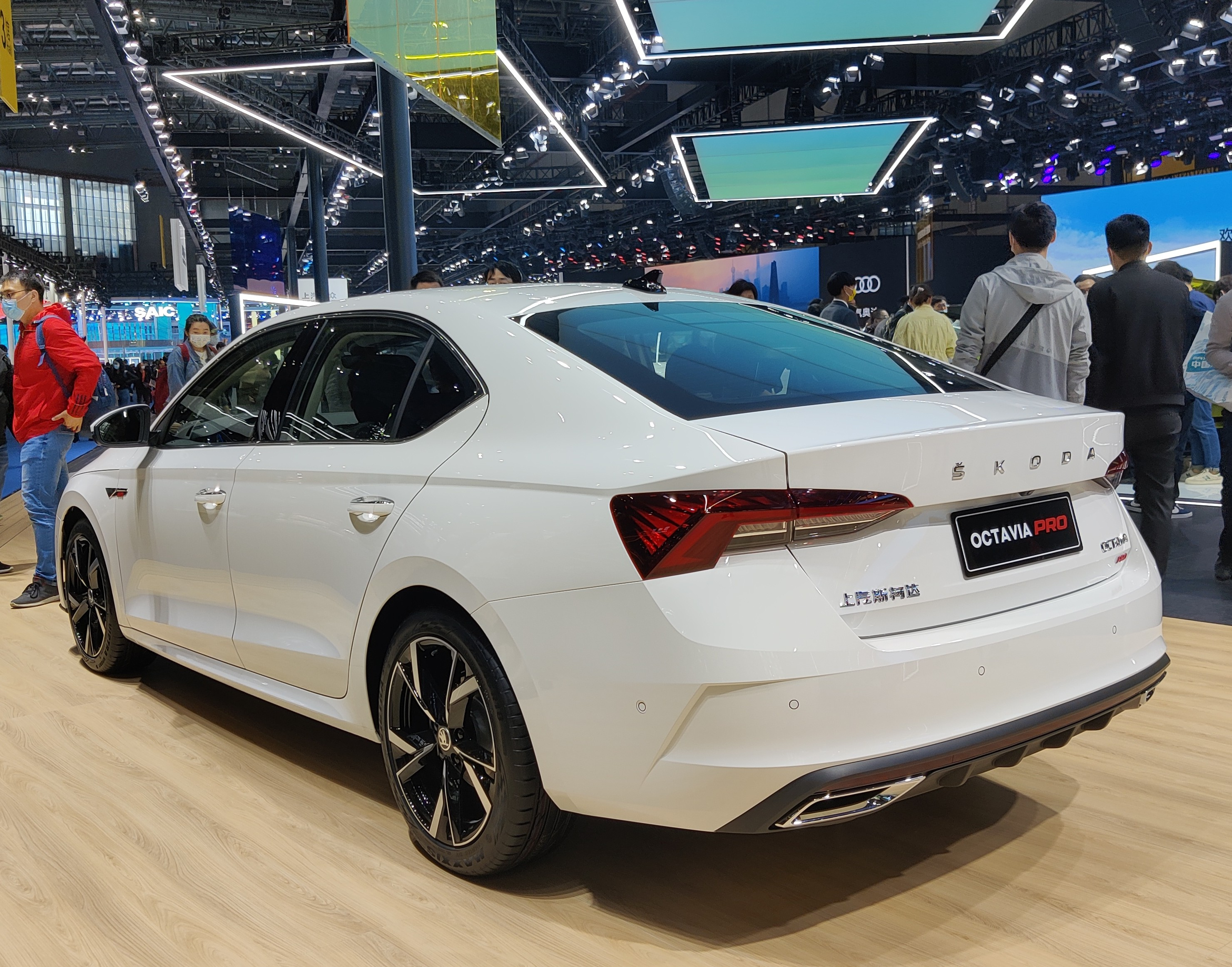
オクタヴィア PRO（中国）